# New Zealand Football Championship 2013/14
Die New Zealand Football Championship 2013/14 war die zehnte Spielzeit der höchsten neuseeländischen Spielklasse im Fußball der Männer. Sie begann am 10. November 2013 und endete am 16. März 2014 mit dem Finale zwischen dem Auckland City FC und Team Wellington. Im Finale setzte sich Auckland mit 1:0 durch und trat somit die Nachfolge des Vorjahressieger Waitakere United an.

## Modus
Zunächst spielten alle Mannschaften in einer aus acht Mannschaften bestehenden Liga in Hin- und Rückrunde gegeneinander, sodass jedes Team 14 Spiele bestritt. Die ersten vier Mannschaften nach der Vorrunde qualifizierten sich für die Meisterschaftsplayoffs, deren Halbfinale ebenfalls in Hin- und Rückspiel ausgetragen wurden. Im Finale wurde jedoch nur ein Spiel gespielt.

## Vorrunde

### Abschlusstabelle
| Pl. | Verein               | Sp. | S  | U | N  | Tore    | Diff. | Punkte |
| --- | -------------------- | --- | -- | - | -- | ------- | ----- | ------ |
| 1.  | Auckland City FC     | 14  | 10 | 3 | 1  | 040:120 | +28   | 33     |
| 2.  | Team Wellington      | 14  | 8  | 2 | 4  | 037:250 | +12   | 26     |
| 3.  | Hawke’s Bay United   | 14  | 8  | 2 | 4  | 029:280 | +1    | 26     |
| 4.  | Waitakere United (M) | 14  | 7  | 2 | 5  | 030:190 | +11   | 23     |
| 5.  | Canterbury United    | 14  | 6  | 4 | 4  | 022:160 | +6    | 22     |
| 6.  | Waikato FC           | 14  | 4  | 2 | 8  | 024:310 | −7    | 14     |
| 7.  | Otago United         | 14  | 3  | 1 | 10 | 019:500 | −31   | 10     |
| 8.  | YoungHeart Manawatu  | 14  | 1  | 2 | 11 | 019:390 | −20   | 05     |

| (M) | amtierender neuseeländischer Meister |

### Kreuztabelle
| New Zealand Football Championship 2013/14 Vorrunde |      | Team Wellington | Hawke’s Bay United |     | Canterbury United | Waikato FC | Otago United | YoungHeart Manawatu |
| -------------------------------------------------- | ---- | --------------- | ------------------ | --- | ----------------- | ---------- | ------------ | ------------------- |
| Auckland City FC                                   |      | 3:2             | 4:4                | 2:0 | 1:1               | 3:1        | 3:0          | 2:1                 |
| Team Wellington                                    | 1:4  |                 | 6:1                | 3:1 | 3:3               | 3:2        | 3:1          | 3:2                 |
| Hawke’s Bay United                                 | 1:4  | 1:2             |                    | 2:1 | 1:0               | 3:2        | 3:2          | 1:0                 |
| Waitakere United                                   | 1:0  | 2:0             | 2:2                |     | 3:1               | 3:0        | 1:3          | 4:1                 |
| Canterbury United                                  | 0:0  | 2:0             | 1:2                | 3:2 |                   | 1:0        | 2:0          | 2:0                 |
| Waikato FC                                         | 0:2  | 0:5             | 0:2                | 1:1 | 2:1               |            | 4:2          | 3:1                 |
| Otago United                                       | 0:10 | 2:2             | 1:6                | 0:3 | 0:3               | 1:6        |              | 5:3                 |
| YoungHeart Manawatu                                | 0:2  | 1:4             | 3:0 1              | 1:6 | 2:2               | 3:3        | 1:2          |                     |

## Meisterplayoff

### Halbfinale
Die Hinspiele fanden am 1. & 2. März 2014, die Rückspiele am 8. & 9. März 2014.
|                    | Gesamt |                  | Hinspiel | Rückspiel |
| ------------------ | ------ | ---------------- | -------- | --------- |
| Waitakere United   | 1:8    | Auckland City FC | 0:4      | 1:4       |
| Hawke’s Bay United | 1:3    | Team Wellington  | 1:2      | 0:1       |

### Finale
Das Finale fand am 16. März 2014 in der Kiwitea Street statt.
| Datum      |                  | Ergebnis  |                 |
| ---------- | ---------------- | --------- | --------------- |
| 16.03.2014 | Auckland City FC | 1:0 (1:0) | Team Wellington |

## Weblink
- New Zealand Football Championship 2013/14 in der Datenbank von RSSSF (englisch)